# Campeonato do Irão de Ciclismo em Estrada
Os Campeonatos do Irão de Ciclismo em Estrada organizam-se anualmente para determinar o campeão ciclista do Irão de cada ano. O título outorga-se ao vencedor de uma única corrida. O vencedor obtém o direito a portar um maillot com as cores da Bandeira do Irão até ao Campeonato do Irão do ano seguinte.

## Palmarés
| Ano  | Ganhador           | Segundo             | Terceiro             |
| 2005 | Mahdi Sohrabi      | Amir Zargari        | Siros Hashemzadeh    |
| 2006 | Ahad Kazemi        | Ghader Mizbani      | Hossein Jahabanian   |
| 2007 | Ghader Mizbani     | Ahad Kazemi         | Faridi Koviy Mahdi   |
| 2008 | Não se disputou    |                     |                      |
| 2009 | Rahim Ememi        | Ramin Mehrabani     | Hossein Nateghi      |
| 2010 | Mahdi Sohrabi      | Hossein Jahabanian  | Arvin Moazemi        |
| 2011 | Abbas Saeidi Tanha | Mohammad Rajablou   | Samad Poor Seiedi    |
| 2012 | Hossein Alizadeh   | Amir Zargari        | Hamed Jannat         |
| 2013 | Ghader Mizbani     | Amir Zargari        | Amir Kolahdozhagh    |
| 2014 | Rahim Emami        | Amir Kolahdozhagh   | Behnam Maleki        |
| 2015 | Behnam Maleki      | Ahad Kazemi         | Arvin Moazemi        |
| 2016 | Mahdi Sohrabi      | Arvin Moazemi       | Mohammad Ganjkhanlou |
| 2017 | Mahdi Sohrabi      | Mohammad Rajablou   | Ali Khademi          |
| 2018 | Saeid Safarzadeh   | Hamid Beyk Khormizi | Reza Hosseini        |